# 赤羽景子
赤羽 景子（あかはね けいこ、1992年8月15日 - ）は、日本の女性モデル、写真家。奈良県出身、群馬県育ち。（株）イプシロン所属。

## 人物
- 日本初 初代ペプシガール、ボクシングWBAタイトルマッチラウンドガール、渋谷の巨大ビジョンでの富士フイルムCM出演[3]など、あらゆる媒体で活動の幅を広げている[2]。
- 趣味は毛玉取り機で毛玉を取ること[2]。
- 特技は8年間やっていたクラシックバレエ[2]。
- 2018年4月より写真家・藤里一郎に弟子入り、モデル活動をしながら写真家を目指している[2]。2020年10月独立[4]。

## モデル

### テレビ番組
- 全力坂（2018年10月10日「蛇坂」、テレビ朝日）
- 全力坂（2018年10月16日「赤羽台二丁目の坂」、テレビ朝日）

### CM
- 富士フイルム「チェキmini8+」 シブハチヒットビジョン（2017年）[3]
- ANA「羽田＝ウィーン線 新規就航」スペシャルムービー（2019年）[5]

### 広告
- ジーンズメイト公式通販Webサイト（2018年 - ）
- BRAHMIN公式通販webサイト（2020年-）

### 写真展
- 藤里一郎写真展「Marginal」[6]（2018年7月14日 - 2018年7月26日、ギャラリー・アートグラフ）
- 藤里一郎×赤羽景子写真展「Re:Marginal」（2019年、ナインギャラリー)

### その他
- LUMIX THE MASTERS GALLERY 藤里一郎「Marginal」[7]

## 写真家

### 写真展
- 景子写真展 「magao ～じわりてぃ～」[2]（2018年8月24日 - 2018年9月12日、オリンパスプラザ東京）
- 赤羽景子写真展 「magao ～とっておき3ヵ国8日間～」（2019年12月20日 - 2020年1月8日、オリンパスプラザ東京